# Pferdsfeld (Hunsrück)

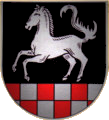
Wappen der ehemaligen Gemeinde Pferdsfeld

Pferdsfeld ist ein ehemaliger Ort im Soonwald-Teil des Hunsrücks in Rheinland-Pfalz (Landkreis Bad Kreuznach). Das Dorf wurde aufgrund der Nähe zum NATO-Flugplatz Pferdsfeld um 1980 aufgegeben.
Auf der Gemarkung Pferdsfeld liegt der Wohnplatz Entenpfuhl und die Schinderhanneshöhle (Pferdsfeld).

## Geschichte

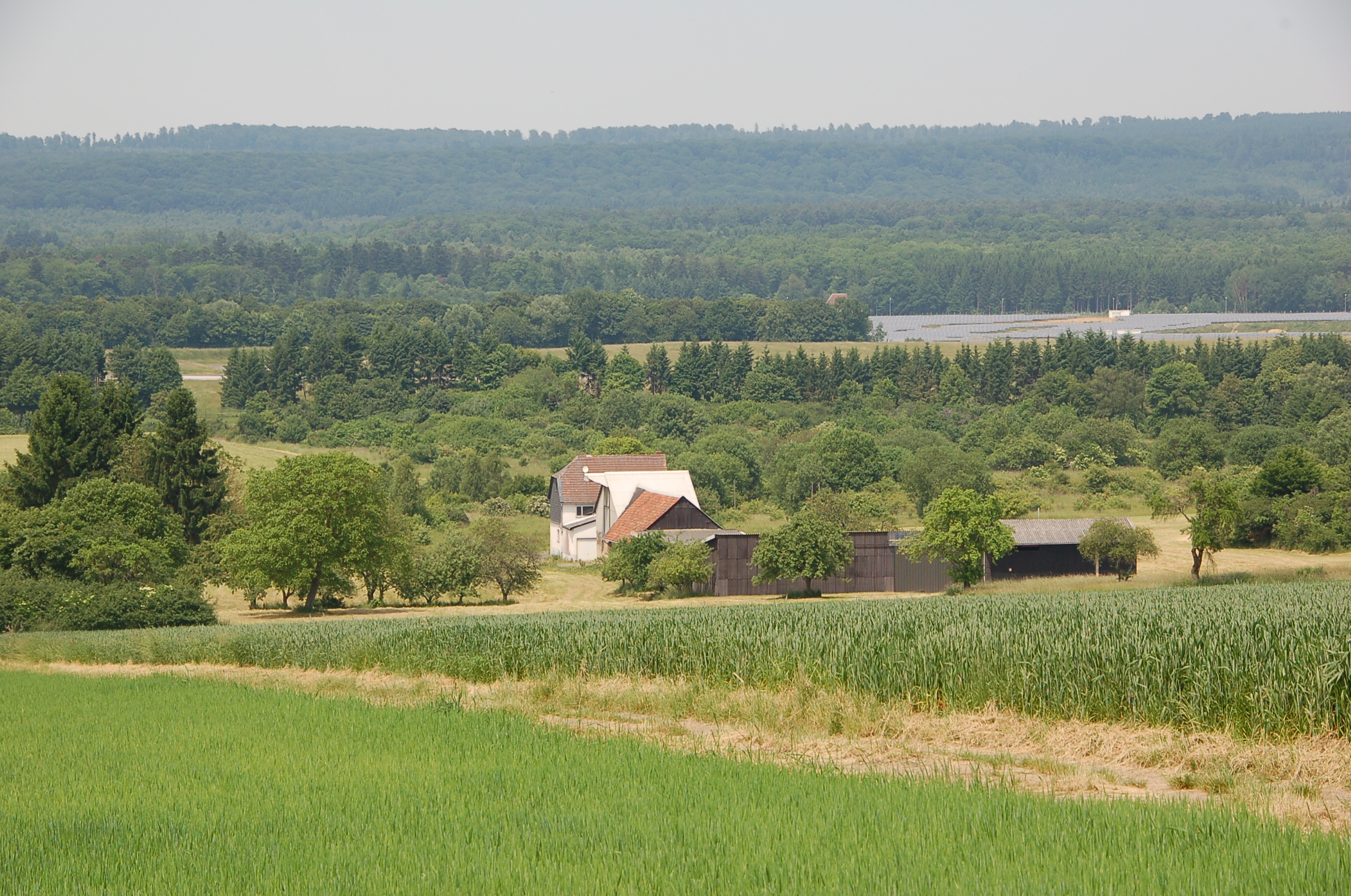
Pferdsfeld: Das letzte Haus im Ort und ein Teil des Geländes des ehemaligen NATO-Flugplatzes (2013)

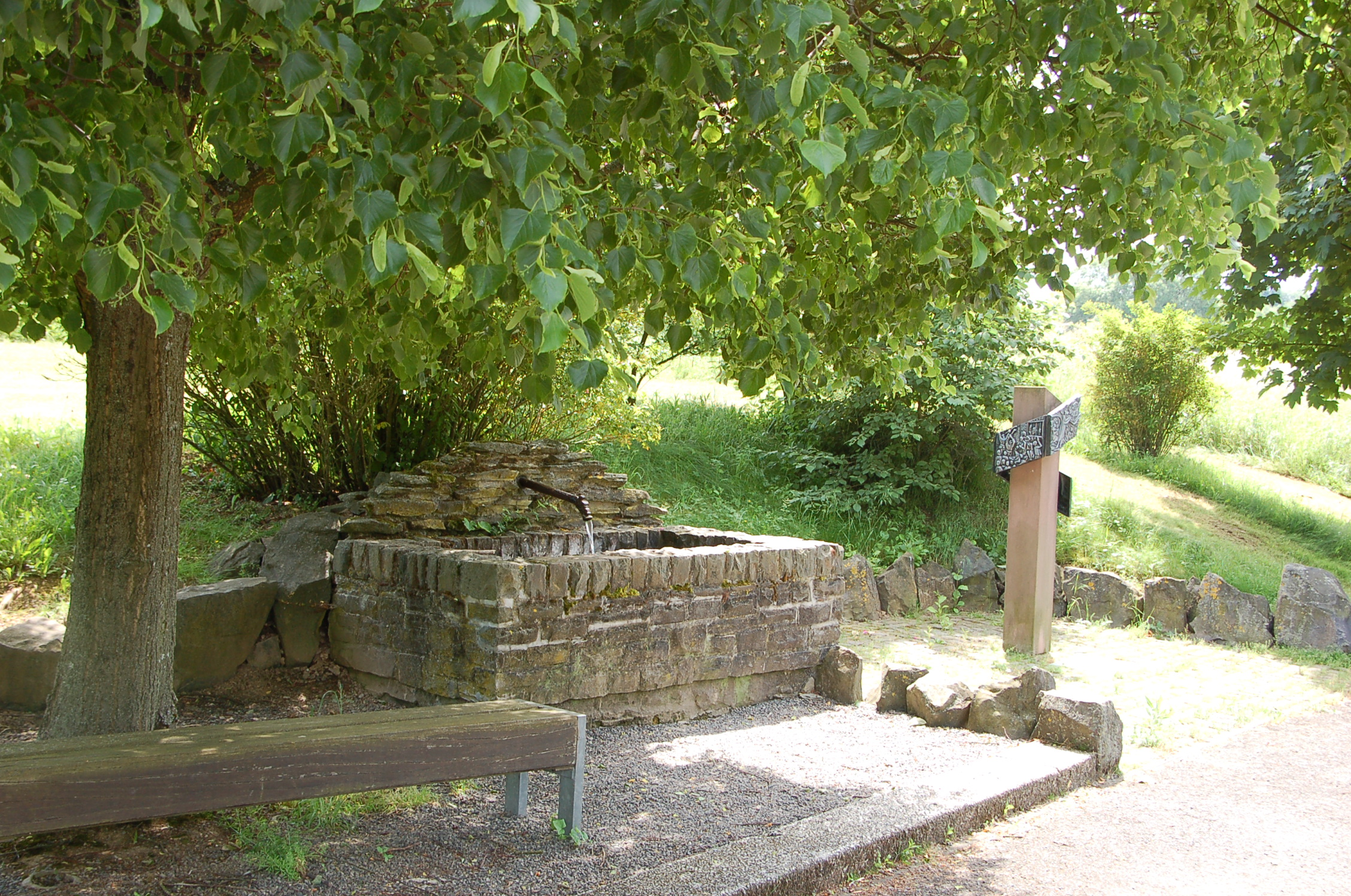
Dorfbrunnen und Paul-Schneider-Gedenkstele (2013)

Pferdsfeld war etwa seit dem Jahr 700 besiedelt, eine erste urkundliche Erwähnung datiert aus dem Jahr 1295.
Eine Lärmschutzkommission bestehend aus sechs Behörden- und sechs Bürgervertretern kam am 6. April 1976 zu dem einstimmigen Ergebnis, dass ein Leben in Pferdsfeld, Rehbach und Eckweiler unzumutbar sei, und befürwortete die Umsiedlung. Die Umsiedlung wurde am 10. September 1976 von Vertretern des Bundes und der Landesregierung verkündet. Somit begann die Aufgabe des Ortes und der alten Siedlungsanlage. Im Februar 1977 fand zur Vorbereitung der Absiedlung eine ausführliche Befragung aller Haushalte von Pferdsfeld-Eckweiler zu den Wünschen und Vorstellungen der Bewohner durch das Soziologische Institut der Technischen Hochschule zu Darmstadt statt. Als Umsiedlungsort wurde der Leinenborn im Osten der Stadt Bad Sobernheim ausgewählt.
1978 begannen Erschließungsarbeiten für die Bevölkerung der betroffenen Orte im 15 Kilometer entfernten Bad Sobernheim, wohin die meisten Pferdsfelder zwischen 1979 und 1984 zogen. 1981/82 wurde Pferdsfeld mit seinen Straßen (Auenerweg, Belebach, Borr, Haischbach, Hauptstraße, Hohl, Im Winkel, Schulstraße, Teewiese, Treb, Unterdorf) eingeebnet. Vier Jahre später, am 26. Januar 1984 um 13.30 Uhr, wurde der evangelische Kirchturm von Pferdsfeld gesprengt. Wissenschaftlich spricht man deshalb von der „Wüstung Pferdsfeld“.
Legt man das Wüstungsschema nach Scharlau zugrunde, so ist Pferdsfeld als „nahezu totale Wüstung“ einzustufen. Nur zwei Häuser blieben erhalten, darunter ein Aussiedlerhof. Die Bewohner der beiden Häuser wollten ihre Heimat nicht verlassen.
Kategorisiert man Wüstungen nach ihren Ursachen (klassisch sind hier Ursachen wie z. B.: die Pest, Missernten, Bodendegeneration, die kleine Eiszeit oder der Dreißigjährige Krieg), so gehören Pferdsfeld, die benachbarte „Wüstung Eckweiler“ sowie der gleichfalls weitgehend eingeebnete alte Ortskern von Rehbach zu einem sehr modernen Wüstungs-Typ: Ursache war hier die für Wohngebiete „unzumutbare Lärmbelästigung“ durch Kampfflugzeuge vom Typ Phantom. Ein Parallelfall zu Pferdsfeld ist Oberbolheim.
Pferdsfeld gehört heute zur Stadt Bad Sobernheim. Am 28. Februar 1979 löste die Bezirksregierung Koblenz die Ortsgemeinden Pferdsfeld und Eckweiler auf.
Offiziell wurde die Gemeinde Pferdsfeld am 10. Juni 1979 in die Stadt Bad Sobernheim eingemeindet.

## Persönlichkeiten
In Pferdsfeld wurde am 28. August 1897 der Pfarrerssohn und spätere Pfarrer von Dickenschied und Womrath Paul Schneider geboren; er wurde am 18. Juli 1939 im KZ Buchenwald ermordet. Im Gedenken an ihn gibt es in der ehemaligen Dorfmitte eine Gedenksäule, die im Sommer 2011 entwendet wurde.

## Nachbarorte
| Waldfriede            | der Soonwald                                | Ippenschied und Winterbach     |
| Seesbach              | Kompassrose, die auf Nachbargemeinden zeigt | Eckweiler, Daubach und Rehbach |
| Langenthal und Weiler | Auen und Bad Sobernheim                     | Bockenau                       |

## Kulturdenkmäler
Im Wohnplatz Entenpfuhl
- Ehemalige Oberförsterei; barocker Fachwerkbau, teilweise massiv, Krüppelwalmdach, erste Hälfte des 18. Jahrhunderts
- Denkmal „Jäger aus Kurpfalz“; Kalkstein, 1913, Bildhauer Fritz Cleve, München
- Forstamt; eingeschossiger Heimatstilbau, um 1900/10
- Forsthaus; Streckhof; eingeschossiges gründerzeitliches Wohnhaus, Ende des 19. Jahrhunderts

## Wissenschaftliche und ökologische Bedeutung
Die Wüstung Pferdsfeld ist in wissenschaftlicher und ökologischer Hinsicht interessant. Man hat hier den relativ seltenen Fall eines ehemals menschlich genutzten und entsprechend nach wie vor räumlich differenzierten Gebiets, das zu einem großen Abbruchgelände umgewandelt wurde. In ihm zeichnen sich die Umrisse ehemaliger Privatgärten, alte Straßenrandbepflanzungen etc. noch ab. Das Gelände wurde nach den Abrissarbeiten fast 20 Jahre lang weitgehend sich selbst überlassen. Dies ist von besonderem Interesse beim Studium des Langzeitverhaltens von Ökosystemen. In den allermeisten Fällen lässt man Flächen nach einem Abriss bei weitem nicht so viel Zeit, dass sich Sukzessionen von Pflanzengesellschaften ungestört entwickeln könnten. Die Erdoberfläche bestand nach der Einebnung der Ortschaft an vielen Stellen aus einer mehrere Dezimeter mächtigen Bauschuttdecke mit etwas Mutterboden. Man spricht von sogenannten Ruderalflächen. Ihr Anteil an der Gesamtfläche der Wüstung Pferdsfeld beträgt 40 Prozent. Von wissenschaftlichem Interesse ist die Frage, wie die Natur sich solche Flächen im Einzelnen zurückerobert und welche neuen ökologischen Ordnungsgefüge sich dabei bilden. Im Fall Pferdsfeld wirkten beim Aufbau des neuen Ökosystems vor allem folgende Faktoren zusammen:
- Beim Neuzugriff der Natur auf Ruderalflächen gibt es gewisse Gesetzmäßigkeiten und Dynamiken, die bekannt sind (siehe: Ruderalvegetation). Es etablieren sich typische Pflanzengesellschaften. In ebenfalls charakteristischen Sukzessionen löst eine Pflanzengesellschaft die vorherige ab. Am Ende stünde im deutschen Klimabereich bei einer jahrzehntelang völlig ungestörten natürlichen Dynamik dann irgendeine Form von Wald.
- Diese Entwicklung wurde im Falle von Pferdsfeld durch das Überleben zahlreicher Pflanzen aus ehemaligen Privatgärten sowie von Pflanzen aus öffentlicher Bepflanzung (Alleen, Grundstücksrandbepflanzungen u. ä.) lokal variiert. Alte Grundstücksgrenzen sind in der Wüstung noch ansatzweise zu erkennen. Ebenso bewirken die alten Bepflanzungsunterschiede verschiedener Gärten, dass sich kleinräumig ganz unterschiedliche Pflanzengesellschaften behaupten konnten. Die Artenvielfalt in der Wüstung Pferdsfeld ist entsprechend groß. Das betrifft nicht nur die Flora, sondern auch die von ihr abhängige Fauna.
- Selbst die Art und der Zerkleinerungsgrad des auf der Erdoberfläche verteilten Bauschutts hatten einen erkennbaren Einfluss auf das sich neu etablierende Leben im Wüstungsgebiet.[2]
- Auch invasive Arten spielten eine große Rolle. Das betrifft nicht zuletzt die bekannten Problemfälle, speziell den Riesen-Bärenklau und die Kanadische Goldrute.
- Interessant ist, dass viele Pflanzen die massiven Änderungen ihrer Standortbedingungen (Bauschutt als neue Erdoberfläche; Ausbleiben der in Privatgärten üblichen Bewässerung in Trockenzeiten) erstaunlich gut überstanden haben. Kleine Biotope, die auf spezielle alte Gartenbepflanzungen zurückgehen, waren zum Zeitpunkt der Studie noch gut erkennbar. Die ökologische Pferdsfeld-Studie mit sehr vielen weiteren biologischen Details („Wüstungsbiotop“) ist online zugänglich.[2]